# Stazione di Induno Olona (2017)
La stazione di Induno Olona è una fermata ferroviaria ubicata nel comune italiano di Induno Olona.
Attivata nel 2017 (e servita da treni regolari dall'anno seguente) in sostituzione del vecchio scalo cittadino, fa parte dei tracciati delle linee Varese-Porto Ceresio e Mendrisio-Varese

## Storia
I lavori di costruzione della nuova tratta internazionale italo-svizzera tra Varese e Mendrisio (avviati a fine 2009) comportarono il raddoppio e l'abbassamento in trincea del tronco Induno Olona-Arcisate della vecchia ferrovia della Valceresio. In virtù di ciò, il 1º gennaio 2010, la vecchia stazione indunese venne integralmente demolita.
Il nuovo scalo sorse poche centinaia di metri del vecchio e venne attivato contestualmente all'ultimazione dei lavori sulle linee di competenza.

## Strutture e impianti
La fermata è dotata di un fabbricato viaggiatori in cemento armato, posto a livello del suolo a costituire un ponte sopra il sedime. La sua funzione precipua è incanalare l'accesso e il deflusso dei passeggeri: al suo interno sono alloggiati biglietteria, tornelli e sala d'attesa.
Il sedime è collocato in trincea ed è costituito da due binari (uno per senso di marcia) servite da due banchine laterali con marciapiede di 55 cm, protette da pensiline in metallo e plastica, accessibili mediante scale e ascensori.

## Movimento
Dal 7 gennaio 2018 (data di apertura al servizio commerciale) a Induno fermano quotidianamente 34 treni RegioExpress eserciti da Trenord a cadenzamento orario sulla tratta Porto Ceresio-Milano Porta Garibaldi.
A seguito del cambio d'orario del 9 giugno 2019, la fermata è inoltre servita tutti i giorni dalla linea S50 Malpensa Aeroporto-Varese-Mendrisio-Lugano-Bellinzona e dal lunedì al sabato dalla linea S40 Varese-Mendrisio-Como. Entrambe le relazioni operano con cadenzamento orario e fanno capo alla società TiLo.

## Servizi
La stazione è classificata da RFI nella categoria Bronze e dispone di:
- Bar
- Biglietteria automatica
- Sala d'attesa
- Servizi igienici